# Erz-
Die Vorsilbe (das Präfix) Erz- dient der Steigerung und Überhöhung einer Bezeichnung  (Augmentativbildung). Ihre Bedeutung als „Oberster-, Erster-“ (an der Spitze stehend) ist entlehnt von altgriechisch ἀρχή archē „Anfang, Führung“. Der Wortbestandteil Archi- wurde aus dem Kirchenlatein, dann aus dem italienischen arci über Erzi- als Erz- ins Althochdeutsche übernommen. Es besteht kein Zusammenhang zu dem Substantiv Erz (dem Erz, aus dem Metalle gewonnen werden).

## Geschichte
„Erz-“ wurde schon in den griechischen Bibelübersetzungen benutzt und ist im theologischen Sinn enthalten in Erzengel (altgriechisch Αρχάγγελος, lateinisch archangelus) als „Erste, Höchste unter den Engeln“. Mit dieser Bedeutung wurde es in der mittelalterlichen Ikonografie der Engelshierarchien zu einem Rangkennzeichen (Insigne).
Zunächst wurde die Vorsilbe „Erz-“ mit der Bedeutung als „Erste-, Höchste-“ nur für kirchliche Ämter benutzt, so in Erzvater (deutsch für Patriarch), Erzbischof (archepiscopus) oder Erzpriester (archipresbyterius), wie auch für deren Gebiete Erzbistum und Erzdiözese. Später wird die Silbe als verbessernder Beiklang (Meliorisation) auf weltliche Führungsämter angewendet, um ihre herausragende Stellung anzuzeigen: Erzkanzler, Erzherzog (archidux) oder Erzamt.
Diese Vorsilbe im Titel zu tragen war nach dem Reichsgesetz Goldene Bulle von 1356 auch in der weltlichen Ordnung des Heiligen Römischen Reichs Deutscher Nation von großer politischer Wichtigkeit.
Entsprechend benannte ein Habsburger Fürst seinen normalen Herzogtitel zum „Erzherzogtitel“ um, zur Gleichstellung seines Ranges mit den „Kurfürsten“ (Wahlmänner der Kaiserwahl); das Habsburger Fürstenhaus sollte als ein „Erzhaus“ gelten.
In der jüngeren deutschen Sprachgeschichte hat sich „Erz-“ von einer Bezeichnung für Macht und Ehre gewandelt zu einer Vorsilbe zur Steigerung einer Bedeutung (Elativ), im Sinne „von Grund auf, durch und durch“: Erzdemokrat, Erzfeind, Erzlügner oder Erzgauner. Mit dieser steigernden Wirkung steht die Silbe auch vor Eigenschaftsworten: erzgescheit, erzdumm, erzfaul, erzböse, erzkonservativ oder erzkatholisch.

## Arch-
Die ursprünglich altgriechische Form archē, von der Erz- abgeleitet ist, findet sich noch als Silbe in deutschen Wörtern wie Architekt („Erster, Führer“ der Bauleute), Hierarchie („Rangordnung“), und stärker abgewandelt und verschmolzen in Arzt (aus altgriechisch ἀρχίατρος archiatros, lateinisch archiater): „der Erste der Mediziner, Oberarzt“ (siehe auch „arch-“ als altgriechischer Wortstamm in deutschen Fremdwörtern).
Archē („Anfang, Prinzip, Ursprung“) ist in der antiken Philosophie eine Bezeichnung für den Urstoff, aus dem die Welt entstanden ist, sowie für den Grund und das Prinzip des Seienden und seines Erkennens.
Arche („der Beginn“) ist auch der Name einer der vier Titanischen Musen, alten Schutzgöttinnen der Künste und Vorläuferinnen der bekannten neun Musen.
Nicht verwandt mit archē ist das deutsche Wort Arche (von lateinisch arca „Kasten, Truhe“), bekannt als Bezeichnung des „schwimmfähigen Kastens“ Arche Noah (siehe auch Begriffsklärung: Arche).